# Ledebouria lilacina
Ledebouria lilacina är en sparrisväxtart som först beskrevs av Edward Fenzl och Carl Sigismund Kunth, och fick sitt nu gällande namn av Franz Speta. Ledebouria lilacina ingår i släktet Ledebouria och familjen sparrisväxter. Inga underarter finns listade i Catalogue of Life.